# Ratchasimasaurus
Ratchasimasaurus („ještěr z lokality Ratchasima“) byl rod býložravého dinosaura, ornitopoda z infrařádu Iguanodontia. 

## Popis
Žil v období spodní křídy (stupeň apt) na území současného severovýchodního Thajska. Zkameněliny byly objeveny v sedimentech geologického souvrství Khok Kruat na území provincie Nakhon Ratčasima (odtud jeho rodové jméno). Ratchasimasaurus vykazuje kombinaci primitivních i odvozených anatomických znaků iguanodontních ornitopodů. Byl formálně popsán v roce 2011. Rozměry tohoto ornitopoda není možné s dostatečnou přesností odhadnout.